# Сюдо, Такэси
Такэси Сюдо (яп. 首藤 剛志 Сюдо: Такэси, 18 августа 1949 года — 29 октября 2010 года) — японский писатель и сценарист. Его наиболее известные работы — Space Warrior Baldios, Magical Princess Minky Momo и аниме по «Покемону». Также известен тем, что именно он создал покемона Лугию. Он имел репутацию хорошего автора диалогов, а также создания интересных превью к следующим сериям, кроме того именно он придумал девиз Команды R.

## Биография
Сюдо родился в префектуре Фукуока. В детстве переехал сначала в Токио, потом в Саппоро и, наконец, в префектуру Нара, потому что его отец был государственным чиновником. Сам Сюдо говорил, что не мог нигде из-за этого прижиться. Провалив вступительные экзамены в университет, он прочитал купленный его младшей сестрой специализированный журнал для сценаристов, который побудил его подать документы в институт кинематографии на средства, которые он накопил, чтобы поступить. Написанные там сценарии получили признание, и в 1969 году в возрасте 19 лет он дебютировал в качестве сценариста 45-й серии исторической телевизионной драмы Oedo Sosamo. Тем не менее ему надоело вносить правки в сценарии, которые его не удовлетворяли, и он вообще перестал писать, утверждая, что ему надоело сочинять человеческие драмы, поэтому он пошёл работать коммерсантом, в то же время помогая с оригинальными историями и сюжетами сёдзё-манги для телесериалов, не отмечаясь в качестве соавтора работ. Позже Сюдо отправился в путешествие по Европе на деньги, которые накопил на своей работе продавцом, и когда он вернулся в Японию, с помощью своей знакомой сценаристки Фукико Мияути Сюдо в 1976 году вернулся к работе и создал сценарии для некоторых серий аниме Manga Sekai Mukashibanashi, выпущенного Dax International. С тех пор он работал над несколькими другими сериалами Dax, такими как Paris no Isabelle и Manga Hajimete Monogatari.
В начале 1980-х он также работал над лентами Tatsunoko Production — это были Magical Princess Minky Momo и GoShogun, оба произведены Ashi Productions, и там он отвечал за всё: от первоначальной идеи до редактуры. Это позволило ему раскрыться как автору. В 1984 году он выиграл премию за лучший сценарий на первой премии Japan Anime Awards за Manga Hajimete Monogatari, Magical Princess Minky Momo и Sasuga Sarutobi. Он также проявил себя в написании ранобэ, его самая известная работа — серия Eternal Filena. В 1990-х он работал с Кунихико Юямой, главным режиссером обеих работ, над продолжением Minky Momo, а затем стал ведущим сценаристом аниме «Покемон», экранизации одноимённой серии игр, кроме того, он написал сценарии для первых трёх полнометражных фильмов франшизы.
Видение Сюдо сильно отличалось от того, чем стал аниме-сериал по «Покемону» в итоге, так, он хотел, чтобы в концовке «Покемона» был постаревший Эш Кетчум, ставший одиноким стариком, в жизни которого путешествие с покемонами стало последним светлым моментом, по которому он безумно скучает. Кончался сериал на том, как на следующее утро его будит мать, а ему снова десять, и он должен стать тренером покемонов. По утверждению Сюдо, Эш, получивший второй шанс, должен был на этот раз отправиться в путешествие не для того, чтобы стать мастером покемонов, а чтобы найти смысл жизни и своё место в мире. Кроме того, у него была идея для четвёртого полнометражного фильма по «Покемону» — Пикачу должен был обозлиться на Эша и поднять восстание покемонов против людей, а Команда R должна была выступить миротворцем в конфликте, в то время как Мяут — переводчиком между покемонами и людьми. Частично Сюдо реализовал своё видение в своей ранобэ-новеллизации сценария первого сезона «Покемона» Pocket Monsters The Animation, где были показаны мрачные моменты — например, то, как отец Эша покинул его семью, или как лидеры стадионов сводят концы с концами из-за маленькой зарплаты. Его значимым вкладом во франшизу «Покемон» было создание покемона Лугии. Сюдо хотел создать для франшизы более мрачную сюжетную линию, которую ему было запрещено делать при работе над сериалом, и надеялся, что этот покемон станет его шансом воплотить эти идеи в жизнь. После создания Лугии другие сотрудники внесли много корректировок, которые Сюдо счел неугодными, например, сделали Лугию самцом (он считал Лугию самкой) и вставили его в основную серию игр (Сюдо хотел, чтобы он был эксклюзивом для фильма «Покемон 2000»). До, во время и после создания Лугии Сюдо много употреблял алкоголь и транквилизаторы, которые, как он утверждал, помогали ему сосредоточиться во время работы, но ухудшили ему здоровье. 
В последние годы он публиковал статьи на сайте Anime Style и работал над художественными фильмами. Материалы для основных работ, в которых он участвовал, в частности, сценарии, были переданы в дар Одаварской публичной библиотеке в Одаваре, префектура Канагава, где он когда-то жил. Некоторые материалы, хранящиеся в библиотеке, демонстрируются в Одаварском литературном музее.
28 октября 2010 года он потерял сознание после субарахноидального кровоизлияния в курилке на станции «Нара» JR-West в Наре, после чего его доставили в больницу. На следующий день он скончался в возрасте 61 года.

## Память
В 2011 году в Сугинамском музее анимации в Сугинами, Токио, прошла мемориальная выставка под названием «В память о сценаристе Такэси Сюдо». В полнометражном анимационном фильме «Покемон: Я выбираю тебя!» 2017 года Сюдо указан в качестве одного из сценаристов, поскольку фильм является частичным ремейком первых серий аниме, написанных Сюдо. Для съёмок ремейка первого фильма по «Покемону», «Покемон: Мьюту наносит ответный удар — Эволюция», The Pokémon Company пришлось договариваться с представителями Сюдо о правах на использовании сценария первого фильма. В результате Сюдо также попал в титры ремейка. В 2019 году Сюдо был посмертно награждён премией Tokyo Anime Award за прижизненные заслуги.

## Список работ

### Аниме-сериалы
Сериалы, где он был главным сценаристом, выделены жирным.
- Manga Furusato Mukashibanashi (1976)
- Manga Hajimete Monogatari (1978—1984)
- Paris no Isabelle (1979)
- Manga Sarutobi Sasuke (1979—1980)
- Space Warrior Baldios (1980—1981)
- Muteking, The Dashing Warrior (1981)
- Toshishun (1981)
- GoShogun (1981)
- Dash Kappei (1981—1982)
- Thunderbirds 2086 (1982)
- Acrobunch (1982)
- Magical Princess Minky Momo (1982—1983)
- Sasuga no Sarutobi (1982—1984)
- Stop!! Hibari-kun! (1983)
- Taotao (1983—1985)
- Video Warrior Laserion (1984)
- Chikkun Takkun (1984)
- Manga Doshite Monogatari (1984—1986)
- Manga Naruhodo Monogatari (1986—1988)
- Shin Manga Naruhodo Monogatari (1988)
- Manga Hajimete Omoshirojuku (1989)
- Idol Angel Yokoso Yoko (1990—1991)
- Magical Princess Minky Momo: Hold on to Your Dreams (1991—1992)
- Chō Kuse ni Narisō (1994—1995)
- Martian Successor Nadesico (1996—1997)
- «Покемон» (1997—2002)
- Pokémon: Mewtwo Returns (2000)
- Dancouga Nova - Super God Beast Armor (2007)

### Полнометражные фильмы
- Legend of the Galactic Heroes: My Conquest is the Sea of Stars (1988)
- «Покемон: Фильм первый» (1998)
- «Покемон 2000» (1999)
- «Покемон 3» (2000)
- «Покемон: Я выбираю тебя!» (2017)
- «Покемон: Мьюту наносит ответный удар — Эволюция» (2019)

### OVA
- Radio City Fantasy (1984)
- GoShogun: The Time Étranger (1985)
- Magical Princess Minky Momo: La Ronde in my Dream (1985)
- Cosmos Pink Shock (1986)
- Legend of the Galactic Heroes (1988)
- Eternal Filena (1992—1993)
- Minky Momo in The Bridge Over Dreams  (1993)
- Minky Momo in The Station of Your Memories (1994)

### Ранобэ
- Eternal Filena
- Pocket Monsters The Animation
  - Vol. 1: Departure
  - Vol. 2: Friends